# Shōmei Tōmatsu
Shōmei Tōmatsu (東松 照明, Tōmatsu Shōmei), né le 16 janvier 1930  à Nagoya au Japon et mort le 14 décembre 2012 à Naha, préfecture d'Okinawa, est un photographe japonais, parmi les plus grands photographes contemporains.

## Biographie
Tōmatsu a travaillé comme photographe pendant plus de cinquante ans. Ses images s'attachent au thème de la liberté, souvent en glissant d'un sujet à un autre sans respecter les catégories conventionnelles ; il passe souvent du plus sérieux à l'humoristique pour revenir au sérieux ; il désacralise ou célèbre tour à tour les symboles du Japon. Il aime à dire que ses contemporains n'ont pas les moyens de croire à quoi que ce soit, parce qu'ils ont trop vu de violence et d'écroulements. Il se sert souvent des thèmes les plus simples et les plus rudes, comme les déchets, la peau, les blessures, la lumière du soleil...
De 1957 à 1961, Shōmei Tōmatsu fait partie, avec Eikō Hosoe, Ikkō Narahara , Kikuji Kawada, Akira Satō et Akira Tanno, du collectif de photographes Vivo, qui inspira, dans le Japon d'après-guerre, le mouvement photographique connu sous le nom d' « École de l'image » et influença profondément le style photographique japonais des années 1960 et 1970.
Son ami photographe Daidō Moriyama a qualifié sa méthode de « remarquable ténacité ».
Shōmei Tōmatsu est mort le 14 décembre 2012 à l’âge de 82 ans, à la suite d’une pneumonie, à l’hôpital de Naha,.

## Exposition
Liste non exhaustive
- Moriyama – Tomatsu : Tokyo, Maison européenne de la photographie, Paris[3]